# Blackwell, Texas
Blackwell är en ort i Nolan County i delstaten Texas, USA.